# IC 2189
IC 2189 је појединачна звијезда у сазвјежђу Мали пас која се налази на листи објеката дубоког неба у Индекс каталогу.
Деклинација објекта је + 8° 55' 12" а ректасцензија 7h 24m 57,0s.